# Offene Seemandel

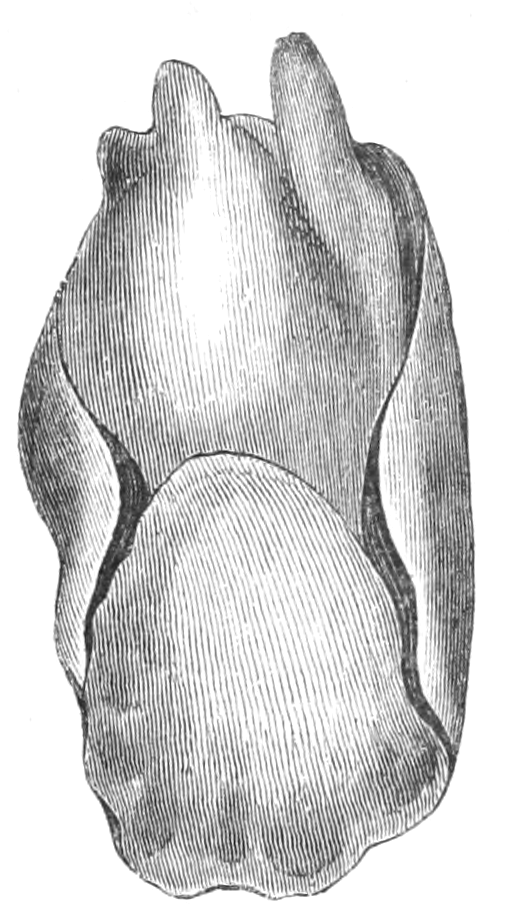
Philine aperta, Natural History: Mollusca (1854), S. 147.

Die Offene Seemandel (Philine aperta) ist eine Schnecke aus der Familie Philinidae in der Ordnung der Kopfschildschnecken (Cephalaspidea), die sich von Polychaeten und Mollusken ernährt. Sie lebt in allen drei großen Ozeanen wie auch in der Nordsee und Ostsee. Sie wird auch „Offene Blasenschnecke“ genannt, was jedoch zu Verwechslungen mit den völlig anders gearteten Blasenschnecken führen kann.

## Merkmale
Philine aperta, deren Kopfscheibe sehr breit und deren Fuß mit ausgedehnten Seitenrändern versehen ist, wird in der Nordsee bis zu 3 cm, in Südafrika bis zu 10 cm lang. Die Schnecke ist durchscheinend milchig bis gelblich weiß mit undurchsichtigen weißen Punkten.
Das eiförmige, farblose, dünnwandige und schwach eingerollte Schneckenhaus, das bei ausgewachsenen Schnecken 9 mm Länge und 7 mm Breite erreicht (in Südafrika bis 2 cm Länge), hat eine sehr weite Gehäusemündung und ist ganz vom Mantel bedeckt.

## Verbreitung
Man findet die Art im Mittelmeer, im Atlantik an den Kanarischen Inseln und an der afrikanischen Küste von Südafrika bis Norwegen, in der Nordsee und der westlichen Ostsee. Darüber hinaus findet man sie auch im Pazifik und im Indischen Ozean, unter anderem um Sri Lanka und die Philippinen.

## Lebensraum
Sie lebt bis in 500 m Meerestiefe vor allem in Sand- und Schlickböden, in denen sie sich dicht unter der Oberfläche durch das Sediment gräbt.

## Lebenszyklus
Offene Seemandeln können nach Schätzungen etwa 3 bis 4 Jahre alt werden. Die Schnecken sind Zwitter, die sich mit ihren Penissen gegenseitig begatten. In der Nordsee legen sie in der Zeit von Frühling bis Sommer flaschenförmige Eigelege ab, die bis zu 50.000 weiße Eier enthalten können. Nach wenigen Tagen schlüpfen Veliger-Larven, die sich von Plankton ernähren und nach mehreren Monaten zu Jungschnecken metamorphosieren.

## Nahrung
Die Offene Seemandel ernährt sich von Polychaeten sowie kleinen Schnecken und Muscheln, die mit der Proboscis als Ganzes verschlungen werden, daneben von frischem Aas. Jungtiere ernähren sich vor allem von Foraminiferen. In Red Wharf Bay (Anglesey) wurden – abgesehen von einigen wenigen Muscheln – Kammwürmer der Gattung Pectinaria als fast ausschließliche Nahrung beobachtet, während in Plymouth und Helsingör auch Schnecken der Gattungen Polystomella, Rissoschnecken (Rissoidae) sowie die Art Turbonilla elegantissima Beutetiere waren. Darüber hinaus sind Reste von Seeigeln und Nesseltieren im Darm von Philine aperta gefunden worden.

## Feinde
Zu den Feinden gehören Schellfische und Plattfische.